# Bulbophyllum phaeorhabdos
Bulbophyllum phaeorhabdos là một loài phong lan thuộc chi Bulbophyllum.